# 조규철 (배우)
조규철(1982년 8월 20일 ~ )은 대한민국의 배우이다.

## 학력
- 중부대학교 연극영화

## 연기 활동

### 드라마
- 2003년 KBS2 《상두야 학교가자》
- 2005년 KBS2 월화드라마 《이 죽일 놈의 사랑》
- 2006년 KBS2 월화드라마 《포도밭 그 사나이》 ... 이지호 역

### 영화
- 2003년 《대한민국 헌법 제1조》 ... 조폭 3 역
- 2006년 《백만장자의 첫사랑》 ... 순철 역
- 2006년 《짝패》 ... 퍽치기 1역
- 2007년 《울어도 좋습니까?》 ... 단역
- 2008년 《크로싱》 ... 절름발이 청년 역

### 뮤직비디오
- 원투 - 자 엉덩이 (2003년)
- 박지윤 - 할줄알어? (2003년)